# 崔西演柯南
《崔西演柯南》（Tracy Does Conan）是美国情景喜剧《我为喜剧狂》第1季的第7集，由剧集主创人、执行制片人兼女主演蒂娜·菲编剧，亚当·伯恩斯坦执导。2006年12月7日通过全国广播公司在美国首播，约1年后的2007年11月29日在英国播出。客串出演本集的演员包括卡特里娜·宝登、凯文·布朗、格里兹·查普曼、瑞秋·德拉彻、戴夫·芬克尔、史蒂文·霍兰德（Steve Hollander）、强尼·梅（Johnnie May）、马里克·潘考利、克里斯·帕内尔、奥布瑞·普拉扎、凯斯·鲍威尔和迪恩·文特斯等。柯南·奥布莱恩在这一集中以自己的真实身份出镜。此外这一集中还有克里斯·帕内尔的首次亮相，他饰演的是里奥·斯派西曼医生，这个角色还将在之后的节目中出现。
《崔西演柯南》主要讲述全国广播公司电视节目《与崔西·乔丹》的首席编剧丽兹·莱蒙（蒂娜·菲饰）和制片人皮特·霍恩伯格（Pete Hornberger，斯科特·安第斯饰）试图让节目中的大明星崔西·乔丹（Tracy Jordan，崔西·摩根饰）在接受深夜谈话节目《柯南·奥布莱恩深夜秀》专访时能有一个出色的表现。但是崔西在吃过里奥·斯派西曼医生所开的药物后出现了严重反应开始发疯，看来上节目给出良好表现的计划要黄了。与此同时，电视台副总裁杰克·唐纳吉（Jack Donaghy，亚历克·鲍德温饰）准备在华道夫-阿斯多里亚酒店发表一场演讲。

## 剧情
丽兹·莱蒙打算和男友丹尼斯·达菲（Dennis Duffy，迪恩·文特斯饰）分手，回办公室的路上，她遇到自己担任首席编剧的电视节目《与崔西·乔丹》中的女演员简娜·玛隆妮（Jenna Maroney，简·科拉克斯基饰），后者告诉她公司副总裁杰克·唐纳吉打算让崔西·乔丹取代自己参加深夜谈话节目《柯南·奥布莱恩深夜秀》专访。丽兹找到杰克，但没能说服对方改变主意，简娜为此威胁要辞职。
崔西开始出现奇怪的反应，丽兹和《与崔西·乔丹》的制片人皮特·霍恩伯格发现他没有正确地服药。丽兹联系了崔西的医生里奥·斯派西曼，对方给出有关药物的指示，丽兹把买药的任务交给了电视台的杂工跟班肯尼斯·帕塞尔（Kenneth Parcell，Jack McBrayer饰），后者连跑了好几家药房才买到合适的药品。杰克反复地从办公室打电话给丽兹，表示自己准备在华道夫-阿斯多里亚酒店发表一场演讲，不厌其烦的丽兹和皮特终于把崔西送上了《柯南·奥布莱恩深夜秀》的舞台上，可刚刚吃过药的崔西一坐下来马上就睡着了。
丽兹回到家已经筋疲力尽，男友丹尼斯正坐在床上玩《最后一战系列》，还告诉丽兹自己给她买了个乳酪汉堡。丽兹拿起乳酪汉堡，看着男友玩的电子游戏刚咬了一口就进入了梦乡。

## 制作
从《周六夜现场》中就与蒂姆·菲长期合作的瑞秋·德拉彻是扮演简娜·玛隆妮一角的初定人选，她本已经在节目起初拍摄的试播集中出演了这一角色。但到了2006年8月，执行制片人洛恩·迈克尔斯宣布简娜一角将另选演员出演，但德拉彻还是会在之前的多集节目中以不同的身份登场。在最后播出的这集试播集中，她以《女生秀》养猫人的身份出镜。同月晚些时候，全国广播公司宣布已由简·科拉克斯基取代德拉彻出演简娜一角，此外德拉彻还将在之后播出的《C开头的那个词》中诠释这个养猫人角色。在《后果》中，她扮演了一个名叫玛丽娅（Maria）的女佣，丽兹发现她被锁在一艘游艇的衣柜里。在《杰克遇上丹尼斯》里，德拉彻饰演了女演员伊丽莎白·泰勒。而在本集中，她诠释的是崔西·乔丹出现幻觉时所看到的一个全身穿上臃肿蓝色服装的人，被称为“小蓝人”，这是她出演的第4集《我为喜剧狂》。
诠释里奥·斯派西曼医生一角的克里斯·帕内尔曾是《周六夜现场》的一位主要演员，这是一个通过全国广播公司在美国播出的喜剧小品节目。蒂娜·菲曾于1999至2006年担任该节目的首席编剧。《周六夜现场》的其他多位演员也出现在《我为喜剧狂》中，包括瑞秋·德拉彻、弗莱德·阿米森、克里斯汀·韦格、威尔·福特、杰森·苏戴奇斯和莫莉·香侬。菲和崔西·摩根都曾是《周六夜现场》的主要演员。亚历克·鲍德温也曾16次担任《周六夜现场》主持人，创下了该节目的最高纪录。
《我为喜剧狂》中经常提到《星際大戰》，《试播集》就有崔西·乔丹大喊自己是绝地武士的桥段。丽兹·莱蒙也表示自己是《星際大戰》的死忠粉丝，还说她和老朋友皮特·霍恩伯格（Pete Hornberger）一起看过很多次，并曾多次在万圣节时打扮成莉亞公主的形象。蒂娜·菲也是《星際大戰》的粉丝，她表示节目中每周一次有关《星際大戰》的笑话“已经开始很自然地出现了”，因为剧组都意识到他们“几乎每个节目中”都会有一个这样的笑话。菲表示这已经成了他们“试图保持下去的传统”，虽然不能保证每一集都有一个，但还是有着“相当高的安打率”。菲认为这其中大部分的功劳属于“常驻专家”罗伯特·卡洛克。在这一集中，崔西·乔丹采用了丘百卡的身份，这就是《星際大戰》中的一个重要角色。
这一集中还有女演员奥布瑞·普拉扎短暂露面，饰演一名杂工跟班，她当时的确就是在全国广播公司做这份工作，她之后将出现在该公司的节目《公园与游憩》中。

## 反响
《崔西演柯南》在美国首播时吸引了684万户家庭观众，在18-49岁年龄段人群中收获了3.2 / 8%的收视率，这意味着全美所有18-49岁年龄段人群中有3.2%观看了这集节目，而在所有当时有看电视的这个年龄段观众群里则有8%选择收看《崔西演柯南》，创下了《我为喜剧狂》的收视新高。在英国播出时，这一集吸引了40万观众观看，占当时看电视观众人数的3%。
电视指南的马特·韦伯·米托维奇（Matt Webb Mitovich）表示，虽然“《我为喜剧狂》表现出了崔西·乔丹野性、疯狂的另一个即兴表演能力，但这个节目本身已经找到了立足点。”米托维奇对德拉彻和帕内尔出场的部分表示满意，并认为后者是这一集的亮点所在。IGN网站的罗伯特·坎宁（Robert Canning）认为这一集没有达到其预想的目标，他本希望崔西的故事情节较为直接而微妙，但相反的是其中仍然表现出了这一系列早已名声在外的古怪一面，而且这种古怪也并不好笑。他对德拉彻和温特斯出镜的部分不满意，觉得柯南·奥布莱恩的发挥也有所保留，坎宁最终给这集的评分为5（最高10）。
蒂娜·菲因这一集的编剧表现获得了一项黄金时段艾美奖杰出喜剧剧集编剧奖提名，但最终不敌《办公室》的编剧克雷格·丹尼尔斯。